# Adolf Odkolek von Újezd
Adolf Freiherr Odkolek von Újezd (także von Augezd, von Aujezd) (ur. 1 grudnia 1854 w Pradze, zm. 1 lub 2 stycznia 1917 w Stockerau) – oficer kawalerii w armii austro-węgierskiej, wynalazca w dziedzinie techniki wojskowej.

## Życiorys
Wstąpił do służby wojskowej jako jednoroczny ochotnik w 1873, po czym w kolejnych latach służby w 6 Pułku Ułanów nastąpiły awanse: 1874 Kadet, 1875 Leutnant, 1880 Oberleutnant. Od 1882 stan zdrowia odcisnął swoje piętno na służbie Odkolka, który został przeniesiony w stan nadetatowy i był niemal ciągle urlopowany. Na stopień rotmistrza 2 klasy awansował ze starszeństwem z 1 listopada 1888. W tym samym roku uznano go za niezdolnego do służby liniowej. W 1892 został przeniesiony do 11 Czeskiego Pułku Ułanów w Jarosławiu z obniżonym starszeństwem w stopniu na 1 czerwca 1890. W 1896 został ostatecznie przeniesiony w stan spoczynku.
Jako utalentowany samouk w dziedzinie techniki wojskowej, okres urlopowania wykorzystywał na prace konstrukcyjne. Pracował nad karabinem powtarzalnym oraz nad swoim najważniejszym wynalazkiem – karabinem maszynowym Odkolek – przeładowywanym energią gazów prochowych odprowadzanych przez boczny otwór lufy, przy czym lufa była chłodzona powietrzem i wyposażona w tym celu w żebrowanie. W owym czasie ciężkie karabiny maszynowe miały standardowo lufy chłodzone wodą. Nie udało mu się uzyskać uznania dla swojej konstrukcji w armii austro-węgierskiej, która w tym czasie we własnej ocenie była wyposażona w ciężką broń maszynową odpowiadającą standardom światowym i jednocześnie zmagała się z wyzwaniem przezbrojenia się w karabiny powtarzalne. W tej sytuacji sprzedał swoje patenty koncernowi Hotchkiss & Company, który po dalszych pracach rozwojowych podjął w 1897 na ich podstawie produkcję systematycznie ulepszanych kolejnych modeli ciężkich karabinów maszynowych. Spośród nich Hotchkiss mle 14 stał się podstawowym ciężkim karabinem maszynowym armii francuskiej w końcowych latach I wojny światowej. Wszystkie późniejsze karabiny maszynowe przeładowywane energią gazów prochowych i z lufą chłodzoną powietrzem opierają się na idei Odkolka.
Po wybuchu wojny w 1914 Odkolek został przywrócony do stanu czynnego jako nauczyciel w szkole oficerów rezerwy kawalerii w Holíč. W latach 1915–1916 odkomenderowano go do wojskowej komisji technicznej, na czas rozpatrywania przez nią złożonego przezeń projektu granatnika. Po wydaniu o nim negatywnej opinii Odkolek został oficerem szkoleniowym w 11 Pułku Ułanów. W 1916 został awansowany na majora rezerwy.
Zmarł w Stockerau 2 stycznia 1917. Dostępny skan księgi zmarłych wskazuje datę zgonu 1 stycznia 1917, a jako jego przyczyny arteriosklerozę i zapalenie płuc. Podaje również, że zmarły był kawalerem.  